# سفارت اوکراین در ویلنیوس
سفارت اوکراین در ویلنیوس (به لاتین: Embassy of Ukraine) یک منطقهٔ مسکونی و نمایندگی سیاسی این کشور در لیتوانی است که در ویلنیوس واقع شده‌است.